# Großer Wimbach
Der Große Wimbach ist ein Bach im nordöstlichen Baden-Württemberg von etwas über fünf Kilometern Länge, der bei Sulzbach-Laufen im Landkreis Schwäbisch Hall von links und Westen in den Kocher mündet.

## Geographie

### Verlauf
Der Große Wimbach ist der größte und nördlichste der Bäche, die zwischen den Mündungen von Lein bei Abtsgmünd und Fichtenberger Rot bei Gaildorf-Unterrot von links den hier nordwestlich laufenden mittleren Kocher von der Hangschulter der Frickenhofer Höhe erreichen. Er hat ein feinfiedriges Zuflusssystem aus zahlreichen Klingenbächen. Von diesen läuft der nach Länge wie Einzugsgebiet nur wenig kleinere Kleine Wimbach ihm am Unterlauf von rechts zu.
Der Große Wimbach entspringt etwa 400 Meter südöstlich des Wasserturms auf Hohentannen (565,4 m ü. NN), der höchsten Erhebung der Frickenhofer Ebene an ihrem schmalen Nordwestsporn, am ostwärts anfallenden Hangwald auf etwa 510 m ü. NN. Von Anfang an läuft der Bach ostwärts, läuft nach etwas über einem halben Kilometer am Südrand der Rodungsinsel um Gschwend-Metzlenshof vorbei und tritt dann in seine Waldschlucht ein. Hier tritt erstmals ein Feldweg ins Tal, bald erreicht er in diesem Abschnitt das Naturschutzgebiet Schlucht des Großen Wimbach, ein beliebtes Ausflugsziel.
Vor dem Sulzbach-Laufener Weiler Krasberg auf der linken Höhe weicht er in einem kleinen Südbogen nach rechts aus, an dessen Kehrpunkt von Süden der größte Zufluss des Kleinen Wimbachs mündet. Danach liegen erstmals zwei kleine Ansiedlungen in Lichtungen am Waldhang, links der Wohnplatz Schneckenbusch, ein einzelnes Anwesen, und rechts der Hof Wimbach, die beide zu Sulzbach-Laufen gehören. Etwa einen halben Kilometer danach unterquert der Große Wimbach die Kreisstraße von Laufen über Rübgarten nach Gschwend-Ottenried (K 2636) und mündet wenig danach, bis zuletzt im Wald fließend, von links und Westen vor dem Wehr der Laufener Windmühle in den Kocher.

### Einzugsgebiet
Der Große Wimbach hat ein Einzugsgebiet von 9,6 km² Größe am Abfall der nach Nordwesten auslaufenden Frickenhofer Höhe nach Nordosten ins Tal des Kochers hinab. Sein westlichster Punkt liegt auf dem Hohentannen-Gipfel (565,4 m ü. NN) nördlich von Frickenhofen etwa 45 m über der Quelle des Baches, es ist zugleich der höchste Punkt des Einzugsgebietes wie auch der Frickenhofer Höhe; sein östlichster und niedrigster an der Mündung (342,2 m ü. NN) bei der Sulzbach-Laufener Windmühle; sein südlichster auf der Kuppe Strietfeld (551 m ü. NN) der Frickenhofer Höhe zwischen Mittelbronn und Ottenried.
Die Wasserscheide im Norden von Hohentannen bis zur Mündung verläuft auf der ersten Hälfte gegen den Steigersbach, der weiter talab ebenfalls dem Kocher zuläuft, auf der zweiten Hälfte konkurrieren hier kleinere Bäche meist zu dessen Westschleife um den Laufener Kransberg, von denen nur derjenige durch die Steinklinge merkliche Länge hat.
Auf der Südostseite des Einzugsgebietes läuft noch nahe der Wimbach-Mündung der Bach durch die Harzklinge zum Kocher, weiter bergan in Richtung auf das Strietfeld dann der bedeutendere Krempelbach.
Zwischen dem Strietfeld und Hohentannen läuft allenfalls die knapp unter 550 m ü. NN sinkende Wasserscheide alles in allem nordwestlich auf der hier oft nur ein bis zweihundert Meter breiten und im Verlauf doch sehr flachen Frickenhofer Höhe, auf der es keine Gewässer gibt. die Jenseitigen Hangbäche entwässern alle über die „Gschwender“ Rot zum Kocher-Zufluss Lein im Süden, deren große konkurrierende linke Zuflüsse sind erst der Auerbach, danach der Joosenbach bis zurück zu Hohentann.
Vom Einzugsgebiet gehören wenig über zwei Drittel zur Frickenhofener Gemarkung von Gschwend, der Rest zur Laufener von Sulzbach-Laufen. Wegen der vielen Steillagen und Talklingen sind drei Viertel davon bewaldet, die restlichen Partien in der Flur liegen fast alle auf Höhenrücken und in Rodungsinseln, vor allem in einer zentralen um Gschwend-Wimberg zwischen Großem und Kleinem Wimbach, einer um den Gschwender Metzlenshof im Nordwesten, liegen auf dem Nordostrand der Frickenhofer Höhe oder auf dem niedrigen Rücken zwischen Großem-Wimbach-Tal und abwärtigem Kochertal um Laufen-Krasberg.

### Zuflusssystem
Hierarchische Liste der Zuflüsse und  Seen von der Quelle zur Mündung. Gewässerlängen in der Regel nach LUBW-FG10 (Datensatzeinträge), Einzugsgebiete entsprechend nach LUBW-GEZG, Seeflächen nach LUBW-SG10, Höhenangaben nach dem Höhenlinienbild auf dem Geodatenviewer. Andere Quellen für die Angaben sind vermerkt.
Quelle des Großen Wimbachs im Süden des Hangwalds Grabenweg etwa 0,7 km nordnordwestlich der Ortsmitte von Gschwend-Frickenhofen auf etwa 510 m ü. NN.
- Zulauf zwischen Schelmenwald und Kellersreute, von rechts etwa vierhundert Meter südöstlich des Gschwender Metzlenshofes auf etwa 430 m ü. NN, 0,545 km. Entsteht in einer Hangwaldquelle etwa dreihundert Meter nordöstlich der Frickenhofer Schule auf etwa 477 m ü. NN.
- Zulauf am Rand der Reute, von links etwa siebenhundert Meter östlich des Gschwender Metzlenshofes auf etwa 420 m ü. NN, 0,89 km. Entsteht in dessen Rodungsinsel zwischen dem Metzlenshof und dem Steinhöfle auf etwa 470 m ü. NN.
- Zulauf am Rand der (Frickenhofener) Reute, von links etwa siebenhundert Meter östlich des Gschwender Metzlenshofes auf etwa 420 m ü. NN, 0,89 km. Entsteht in dessen Rodungsinsel zwischen dem Metzlenshof und dem Steinhöfle auf etwa 470 m ü. NN.
- Seebühlbach, von links etwa dreihundert Meter weiter östlich auf etwa 417 m ü. NN, 0,991 km. Entsteht etwa vierhundert Meter nordöstlich des Steinhöfles im westlichen Waldgewann Seebühl auf etwa 460 m ü. NN.
- Wildsbach, von rechts am Südrand des (Laufener) Großen Walds etwa hundert Meter weiter östlich auf etwa 415 m ü. NN, 1,365 km. Entsteht etwa vierhundert Meter östlich der Frickenhöfer Schule im oberen Waldgewann Geigershalde auf etwa 505 m ü. NN.
  - Kürzerer Quellast, von rechts etwa 439 m ü. NN, 0,331 km. Entsteht auf etwa 455 m ü. NN. Hat noch einmal so viel intermittierenden Oberlauf.
- Zufluss zwischen (Laufener) Großem Wald und (Laufener) Reute, von links am Anfang des Naturschutzgebietes Schlucht des Großen Wimbachs auf etwa 400 m ü. NN, 0,717 km. Entsteht zwischen Großem Bühl und Mittelwäldle auf etwa 440 m ü. NN.
- Zufluss aus der Schweinklinge, von links in der Mitte des Naturschutzgebietes auf etwa 386 m ü. NN, 0,636 km. Entsteht am Flurrand des Mittelwäldles zum Breiten Acker auf etwa 455 m ü. NN.
- Zufluss aus der Martinsklinge, von rechts gegen Ende des Naturschutzgebietes auf etwa 382 m ü. NN, 0,536 km. Entsteht dreihundert Meter nördlich von Gschwend-Wimberg auf etwa 436 m ü. NN.
- Kleiner Wimbach, von rechts unterhalb des Stegs bei Laufen-Schneckenbusch auf etwa 358 m ü. NN, 3,814 km und 4,168 km². Entsteht als Veitenbach etwa hundert Meter in Fortsetzung des Gschwend-Mittelbronner Talwegs am Waldrand der beginnenden Klinge auf etwa 508 m ü. NN. Der Kleine WImbach wird sowohl in der Länge wie im Einzugsgebiet etwas vom Oberlauf des Großen Wimbachs übertroffen, der folgende gemeinsame Unterlauf bis zur Mündung ist nurmehr 0,860 km lang.
  - Unterhörnlebach, von rechts etwa fünfhundert Meter östlich des Gschwender Schöllhofs auf etwa 405 m ü. NN, 0,538 km. Entsteht etwa sechshundert Meter östlich des Gschwender Kellershofs auf etwa 500 m ü. NN.
  - Winterbach, von rechts etwa achthundert Meter ostsüdöstlich von Gschwend-Wimberg auf etwa 378 m ü. NN, 2,332 km. Entsteht östlich-unterhalb des kleinen Ostbogens der Frickenhofer Höhe zwischen Frickenhofen und Mittelbronn auf etwa 500 m ü. NN.
    - Zulauf aus dem Hangwaldgewann Geschleif, von rechts im Schlauch auf etwa 450 m ü. NN, 0,539 km.  Läuft wenig nördlich des Gschwender Bruckenhauses auf etwa 490 m ü. NN aus einem winzigen Teich und etwa 25 Höhenmeter tiefer durch einen zweiten solchen.
    - Krähenbühlbach, von rechts etwa dreihundert Meter westlich der nördlichen Häusergruppe von Laufen-Rübgarten auf etwa 377 m ü. NN, 0,476 km. Entsteht östlich der Waldkuppe Krähenbühl neben der Südspitze der Rübgartener Rodungsinsel auf etwa 431 m ü. NN.

Mündung des Großen Wimbachs etwa hundert Meter vor dem Wehr der Sulzbach-Laufener Windmühle von links und Westen in den Kocher. Der Bach ist hier 5,346 km lang und hat ein Einzugsgebiet von 9,616 km² hinter sich.

### Ortschaften
Am Lauf mit ihren Zugehörigkeiten. Nur die Namen tiefster Schachtelungsstufe bezeichnen Siedlungsanrainer.
- Landkreis Schwäbisch Hall
  - Gemeinde Sulzbach-Laufen
    - Schneckenbusch (Wohnplatz mit einem Anwesen, links am Talhang)
    - Wimbach (Gehöft, rechts am Talhang)

Im Einzugsgebiet liegen in Gschwend-Frickenhofener Gemarkung
- auf der Frickenhofer Höhe einige Häuser von Frickenhofen, der größere Teil von Mittelbronn, wenige Häuser von Ottenried
- jeweils in einer Rodungsinsel nördlich des Großen Wimbachs der Metzlenshof und das Steinhöfle; zwischen Großem und Kleinem Wimbach Wimberg, der Schöllhof und das Käshöfle;
- am Hang des Veitenbachs (oberer Kleiner Wimbach) das Bruckenhaus und der Kellershof.

In der Laufener Gemarkung von Sulzbach-Laufen kommen hinzu:
- der Weiler Krasberg links über der Einmündung des Kleinen Wimbachs am Rand einer Rodungsinsel;
- die erwähnten Schneckenbusch und Wimbach dort gleich an den Talhängen des Unterlaufs
- ein paar Häuser von Rübgarten in dessen Flurinsel auf der Höhe zwischen Kleinem Wimbach und Kochertal.

### Schutzgebiete
Das gesamte Einzugsgebiet ist Teil des Naturparks Schwäbisch-Fränkischer Wald. Teile davon, nämlich das mittlere Große-Wimbach-Tal und das untere Kleine-Wimbach-Tal, jeweils mit Seitentälern, gehören dem FFH-Gebiet Kochertal Abtsgmünd–Gaildorf und Rottal an. Der zugehörige Offenlandstreifen auf der Frickenhofer Höhe liegt im danach benannten Landschaftsschutzgebiet. Ein großer Teil der Gewässerläufe sind Feuchtbiotope, in den Rodungsinseln gibt es unter Biotopschutz stehende Hecken. Im Laufener Weiler Krasberg ist eine Linde Naturdenkmal.
Im mittleren Tal des Großen Wimbachs steht die Schlucht des Großen Wimbachs unter Naturschutz. Es ist ein Steiltalabschnitt im Bereich von Oberem Buntem Mergel (Mainhardt-Formation), Kieselsandstein (Hassberge-Formation) und Unterem Buntem Mergel (Steigerwald-Formation), in dem mehrere Wasserfälle über Sandsteinbänke stürzen, abgestürzte Sandsteinblöcke auf dem Talgrund liegen und frische Mergelabrisse die laufende starke Erosion anzeigen.

## Geologie
Der Große Wimbach und sein Zuflusssystem liegen insgesamt im Keuper, der Hauptbach beginnt seinen Lauf im Stubensandstein (Löwenstein-Formation), erreicht im Naturschutzgebiet auf rund 390 m ü. NN die Unteren Bunten Mergel (Steigerwald-Formation). Der Kleine Wimbach hat analogen Verlauf, erreicht entsprechend zwischen dem Zulauf des Unterhörnlebach und des Winterbach die Unteren Bunten Mergel. Erst im gemeinsamen Unterlauf läuft der Große Wimbach dann im Gipskeuper (Grabfeld-Formation), in dem er auch mündet.
Im Einzugsgebiet liegt über den genannten Mittelkeuperschichten am Saum der Frickenhofer Höhe noch Knollenmergel (Trossingen-Formation), die Hochebene selbst ist von den abtragungsresistenten Steinbänken des Schwarzjura gebildet, dem sich abschnittsweise noch quartäres Lösssediment überlagert.